# FC Stăuceni
Fotbal Club Stăuceni, cunoscut sub numele FC Stăuceni, sau numai Stăuceni este o echipă din Moldova, bazată la Stăuceni, Moldova, care în prezent joacă în Liga 1, a doua ligă a fotbalului din Moldova.

## Palmares
- Liga 2
  - Câștigători (1): 2023–24
  - Locul 2 (1): 2021–22